# Тікіріш
Тікіріш (рум. Tichiriș) — село у повіті Вранча в Румунії. Входить до складу комуни Відра.
Село розташоване на відстані 173 км на північ від Бухареста, 32 км на північний захід від Фокшан, 149 км на південь від Ясс, 103 км на північний захід від Галаца, 102 км на схід від Брашова.

## Населення
За даними перепису населення 2002 року у селі проживали 559 осіб, з них 558 осіб (99,8%) румунів. Усі жителі села рідною мовою назвали румунську.